# Un jeune homme nu entouré de deux autres figures

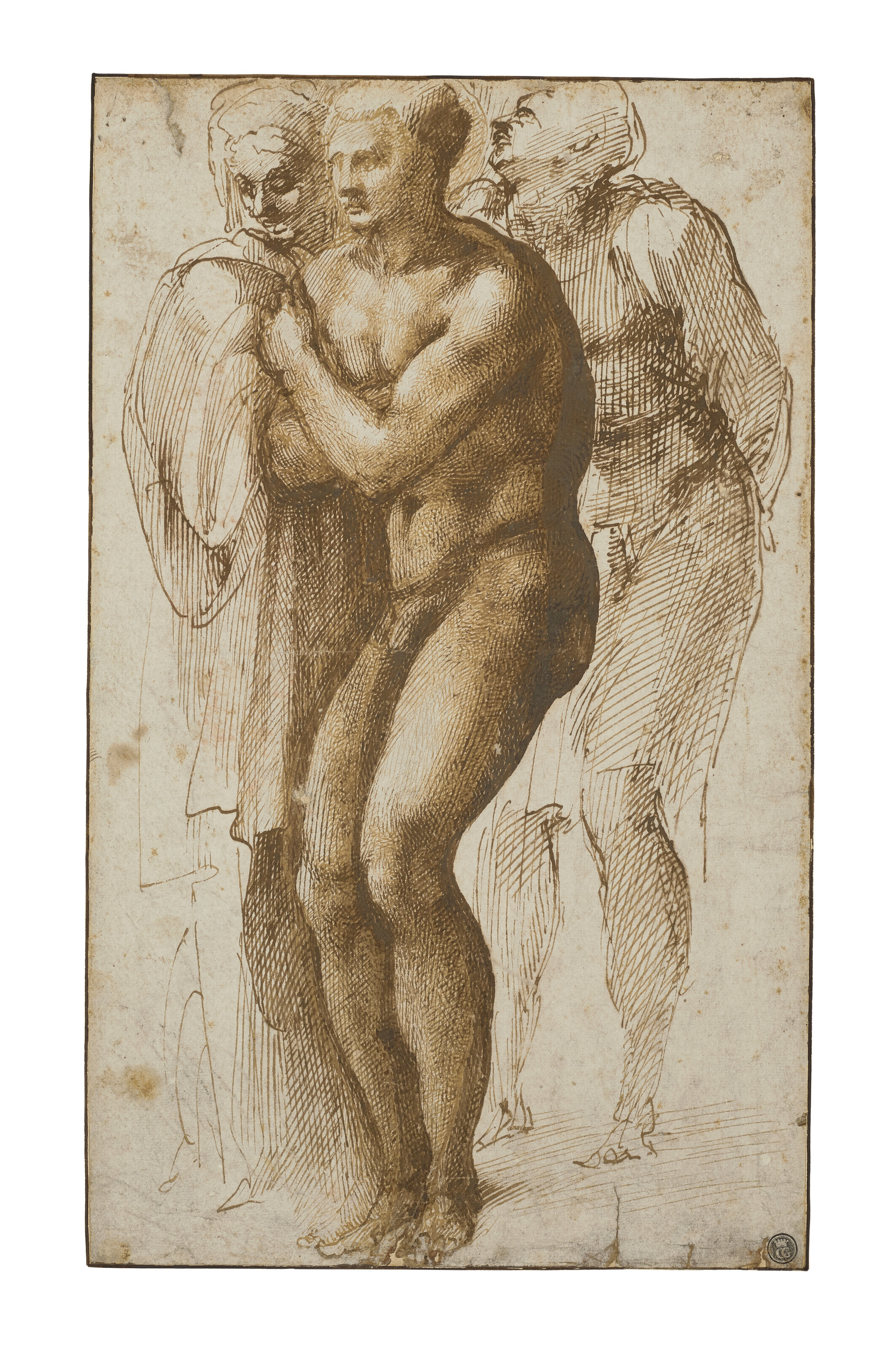

Un jeune homme nu entouré de deux autres figures est un dessin (plume et encre brune) de 33 × 20 cm de Michel-Ange d'après Masaccio. Datant des années de jeunesse de l'artiste, il est considéré comme son premier nu connu.
Longtemps conservé dans des collections privées puis classé « trésor national » en France, il est proposé à la vente aux enchères par la maison Christie's à Paris le 18 mai 2022. Son estimation est de 30 millions d'euros.